# Le Monstre de minuit
Pour plus de détails, voir Fiche technique et Distribution.

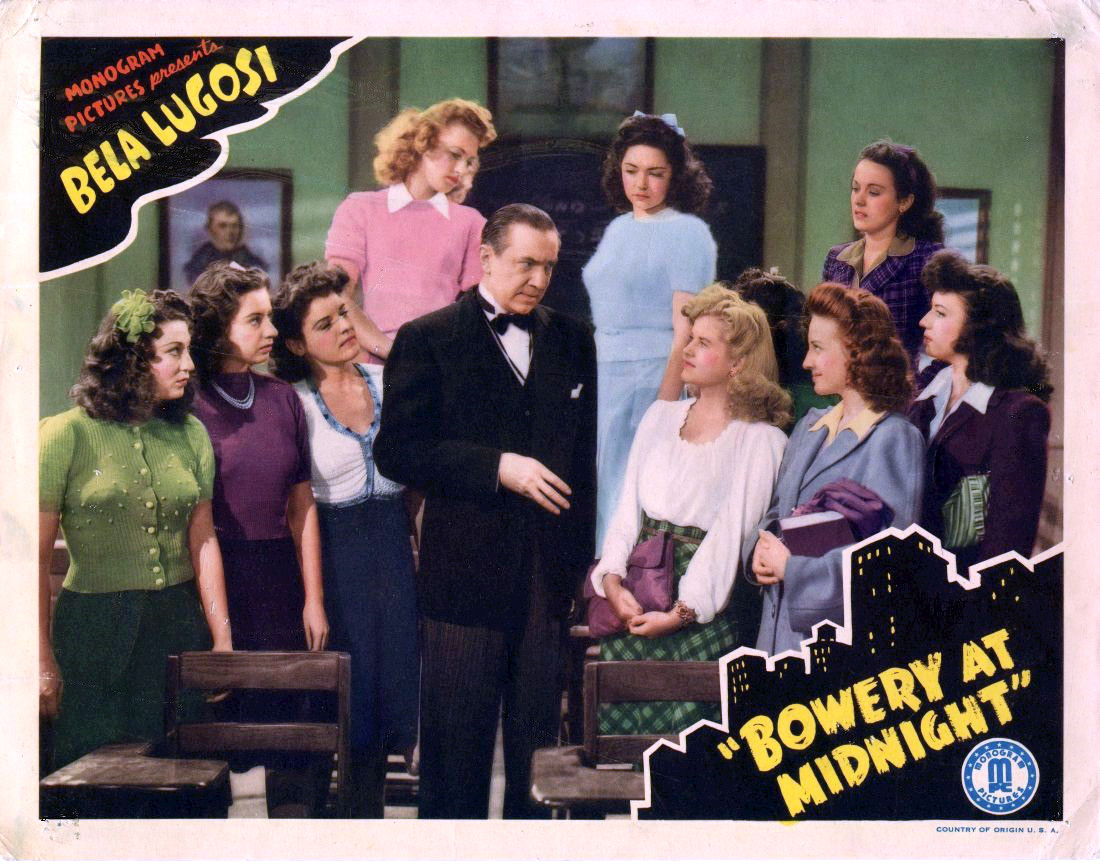
Affiche promotionnelle du film

Le Monstre de minuit (Bowery at Midnight) est un film américain réalisé par Wallace Fox, sorti en 1942.

## Synopsis
Karl Wagner dirige un refuge dans le Bowery, un quartier mal famé de New York. Ce refuge est en fait une couverture; le bâtiment est rempli de pièces secrètes qui lui servent de quartier général pour monter des cambriolages et des hold-up. Wagner ne s’embarrasse d'aucun scrupule, engage des tueurs pour participer à ces casses et n'hésite pas à s'en débarrasser ensuite. L'argent ainsi récolté lui sert à payer les frais de bouche du refuge mais aussi à combler de cadeaux sa femme, car Wagner a une double vie: à la ville il est le professeur Frederick Brenner, éminent psychologue. Alors que la police manque de pistes, tout se complique quand Richard, élève de Brenner et petit ami de Judy (l'assistante de Wagner) est éconduit par cette dernière. Pour la reconquérir, il se déguise en clochard et vient chercher de la soupe dans le refuge; il y croise Wagner et comprend alors que Wagner et Brenner sont la même personne. Wagner n'a plus qu'une solution: se débarrasser de Richard. Le lendemain la famille de Richard s'inquiète, téléphone à Judy qui dit l'avoir aperçu au refuge... La police peut alors remonter la piste.

## Fiche technique
- Titre : Le Monstre de minuit
- Titre original : Bowery at Midnight
- Réalisation : Wallace Fox
- Scénario : Gerald Schnitzer
- Production : Jack Dietz, Sam Katzman et Barney A. Sarecky
- Sociétés de production : Banner Productions et Monogram Pictures Corporation
- Musique : Edward J. Kay
- Photographie : Mack Stengler
- Montage : Carl Pierson
- Direction artistique : Dave Milton
- Pays d'origine :  États-Unis
- Format : Noir et blanc - 1,37:1 - Mono - 35 mm
- Genre : Thriller, science-fiction, horreur
- Durée : 61 minutes
- Dates de sortie : 30 octobre 1942 (États-Unis), 11 juin 1947 (France)

## Distribution
- Bela Lugosi : le professeur Frederick Brenner, alias Karl Wagner
- John Archer : Richard Dennison
- Wanda McKay : Judy Malvern
- Tom Neal : Frankie Mills
- Vince Barnett : Charley
- Anna Hope : Mme Brenner
- John Berkes : Fingers Dolan
- J. Farrell MacDonald : le capitaine Mitchell
- Dave O'Brien : Pete Crawford
- Lucille Vance : Mme Malvern
- Lew Kelly : Doc Brooks
- Wheeler Oakman : 'Trigger' Stratton
- Ray Miller : le géant

## Autour du film
- Durant une scène, on peut apercevoir l'affiche du film Le Voleur de cadavres (The Corpse Vanishes) (1942), dans lequel jouait également Bela Lugosi.